# تترااتیل پیروفسفات
تترااتیل پیروفسفات (به انگلیسی: Tetraethyl pyrophosphate) یک ترکیب شیمیایی با شناسه پاب‌کم ۷۸۷۳ است.